# Валов, Андрей Викторович
Андрей Викторович Валов (род. 11 апреля 1958, Москва) — российский кларнетист и педагог, солист сценического оркестра Большого театра (1982—2002), методист Департамента культуры города Москвы (2006), Заслуженный работник культуры РФ (2011)

## Биография
Андрей Викторович Валов родился 11 апреля 1958 года в Москве, в семье музыкантов Виктора Ивановича Валова и Алины Аркадьевны Валовой (Левченко).
. В 1963 году в возрасте пяти лет поступил в детскую музыкальную школу Академического Музыкального Училища при Московской Государственной Консерватории им. П. И. Чайковского по классу скрипки. В 1970 году продолжил обучение в школе по классу кларнета (преподаватель Р. О. Багдасарян — ДМШ АМК при МГК им. Чайковского).
В 1977 году окончил Музыкальное Училище им. Гнесиных по классу кларнета (преподаватель В. А. Гетман).
В 1983 году окончил Государственный Музыкально-Педагогический Институт им. Гнесиных (преподаватель А. А. Федотов).
В 1982 году начал творческую карьеру в сценическом оркестре Государственного Академического Большого театра, где очень скоро стал исполнять сольные партии. Активно концертировал по всему миру, выступая на таких сценах как LA SCALA и METROPOLITAN OPERA (1982—2002).
С 2002 по 2006 гг. Андрей Викторович в качестве музыкального руководителя и дирижёра совместно с режиссёром Ниной Чусовой осуществил постановку музыкальных спектаклей «Двенадцатая ночь» (В. Шекспир, музыка группы «The Beatles») и «Медведь» (А. Чехов, музыка Д. Шостаковича).
Несмотря на творческую деятельность в Государственном Академическом Большом театре, Андрей Викторович всегда концентрировал своё внимание на преподавании.

## Преподавательская деятельность
Педагогическая деятельность Андрея Викторовича Валова началась в 1979 году. Будучи ещё студентом второго курса Государственного Музыкально-Педагогического Института им. Гнесиных, он стал преподавать в детской музыкальной школе имени А. К. Лядова, где проработал 13 лет.
В 1992 году, по приглашению Р. М. Гехта, продолжил свою преподавательскую деятельность в училище духового искусства.
В 1997 году был приглашен Л. Л. Артыновой на должность преподавателя по классу кларнета в Академическое Музыкальное Училище при Московской Государственной Консерватории им. П. И. Чайковского.
В 2000—2013 гг. принимал участие в «Педагогических чтениях», выступая с докладами на тему популяризации игры на духовых инструментах среди учащихся ДМШ и ДШИ Москвы.
В 2004 году, продолжая работать в Академическом Музыкальном Училище при Московской Государственной Консерватории им. П. И. Чайковского, был назначен заведующим отдела духовых и ударных инструментов детской музыкальной школы Академического Музыкального Училища при Московской Государственной Консерватории им. П. И. Чайковского.
С 2006 года является методистом отдела духовых и ударных инструментов Департамента культуры города Москвы учебно-методического центра развития образования в сфере культуры и искусства.
В 2012 году создал учебно-методическое пособие «Дополнительные предпрофессиональные и общеразвивающие программы в области музыкального искусства». Рецензентом данного пособия выступил Р. О. Багдасарян.
Андрей Викторович активно занимается популяризацией музыкального исполнительского искусства. Является автором программ по интерактивному обучению игры на кларнете, а также специальных учебных программ для ДМШ различных регионов России. Неоднократно проводил авторские мастер-классы в Москве и Московской области, Сургуте, Судаке, Киле (Германия), Сеуле (Южная Корея).
В 2014 году принял участие в записи видеокурса по обучению игры на кларнете, который был основан на материалах созданного им учебного пособия. Видеокурс включает в себя два диска, на которых записаны трехчасовые уроки. Данная программа рекомендована Министерством культуры РФ и Департаментом науки и образования к использованию преподавателям Детских музыкальных школ и средних специальных учебных учреждений.
В настоящее время Андрей Викторович продолжает свою педагогическую деятельность в Академическом Музыкальном Училище при Московской Государственной Консерватории им. П. И. Чайковского. Среди его учеников — лауреаты Всероссийских и Международных конкурсов (В. Сазонов, П. Маркелов, С. Федосеев, И. Ярцев). Также у него проходят обучение студенты из Южной Кореи, Китая и Колумбии.

## Награды и звания

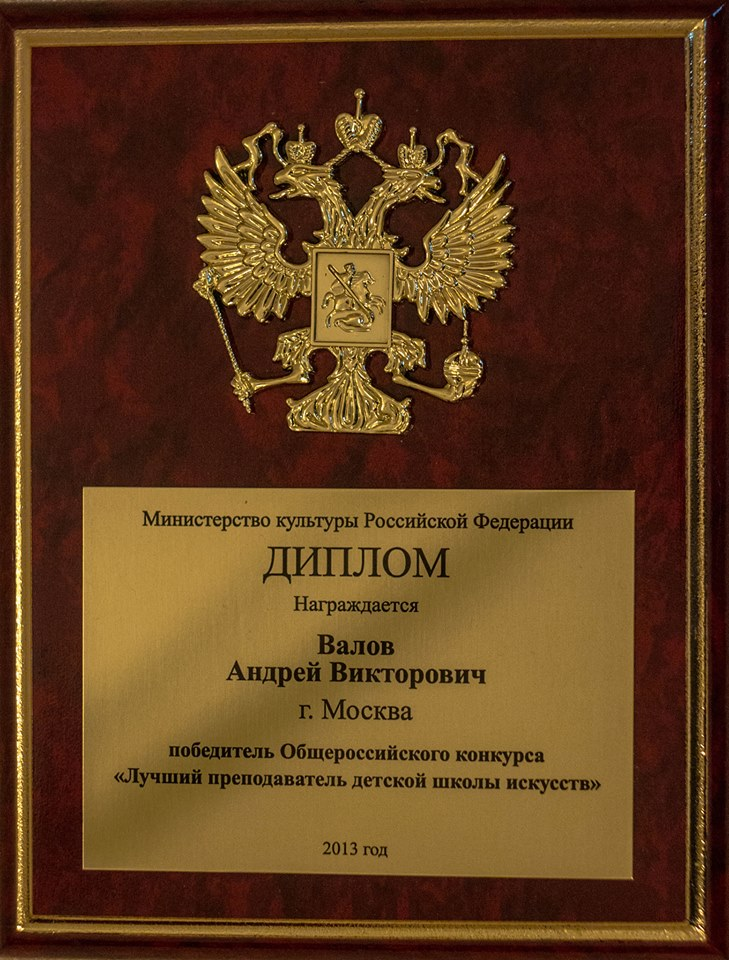
Диплом победителя Общероссийского конкурса «Лучший преподаватель ДШИ»

- Юбилейный знак Большого театра (2002);
- Почетная грамота Министерства культуры и массовых коммуникаций РФ за большой вклад в развитие культуры и массовых коммуникаций (2006);
- Почетный работник культуры города Москвы (2006);
- Заслуженный работник культуры РФ (2011).
- Лауреат общероссийского конкурса «Лучший преподаватель школы искусств» (2013)